# Цереске, Томас
То́мас Це́реске (нем. Thomas Zereske; 22 мая 1966, Нойбранденбург — 28 июня 2004, там же) — немецкий гребец-каноист, выступал за сборные ГДР и Германии в конце 1980-х — начале 2000-х годов. Участник трёх летних Олимпийских игр, дважды чемпион мира, многократный победитель и призёр первенств национального значения.

## Биография
Томас Цереске родился 22 мая 1966 года в городе Нойбранденбурге, федеральная земля Мекленбург-Передняя Померания. Активно заниматься греблей начал уже с юных лет, проходил подготовку в местном спортивном клубе «Нойбранденбург».
Первого серьёзного успеха на взрослом международном уровне добился в 1988 году, когда попал в основной состав национальной сборной Восточной Германии и благодаря череде удачных выступлений удостоился права защищать честь страны на летних Олимпийских играх 1988 года в Сеуле. Вместе со своим партнёром Александром Шуком участвовал в полукилометровом парном разряде, сумел выйти в финальную стадию соревнований, но в решающем заезде финишировал только пятым. Два года спустя на чемпионате мира в польской Познани в зачёте одиночных каноэ завоевал серебряную медаль на дистанции 500 метров и бронзовую на дистанции 1000 метров.
В 1991 году, уже представляя сборную объединённой Германии, Цереске побывал на чемпионате мира в Париже, откуда привёз награду бронзового достоинства, выигранную в четвёрках на пятистах метрах. Затем после длительного перерыва добился успеха на домашнем мировом первенстве в Дуйсбурге, где на дистанции 200 метров стал серебряным призёром и в одиночках, и в двойках — в первом случае проиграл болгарину Николаю Бухалову, во втором пропустил вперёд венгров Дьёрдя Колонича и Чабу Хорвата. Будучи одним из лидеров немецкой национальной сборной, успешно прошёл квалификацию на Олимпийские игры 1996 года в Атланте, участвовал в заездах одиночек на пятистах метрах и снова занял в финале пятое место.
На мировом первенстве 1997 года в канадском Дартмуте Цереске в паре с новым партнёром Кристианом Гилле завоевал золотую медаль на двухстах метрах и бронзовую на пятистах — ещё через год на аналогичных соревнованиях в венгерском Сегеде повторил это достижение, в двойках стал чемпионом мира на дистанции 200 метров и бронзовым призёром на дистанции 500 метров (на обоих чемпионатах их обошли команды Венгрии и Польши). В 1999 году добавил в послужной список бронзовую медаль с чемпионата мира в Милане, добытую в гонках каноэ-двоек на двухсотметровой дистанции. Позже прошёл отбор на Олимпийские игры 2000 года в Сиднее, вместе с тем же Гилле участвовал в полукилометровом парном разряде, сумел выйти в финальную стадию соревнований, но в решающем заезде опять финишировал только пятым.
После сиднейской Олимпиады Томас Цереске завершил карьеру профессионального спортсмена и занялся тренерской деятельностью. В течение нескольких последующих лет работал тренером по гребле на лодках класса «дракон», в том числе возглавлял национальную сборную Германии по этому виду спорта: под его руководством немецкие мужская и женская команды выиграли несколько медалей на чемпионатах мира 2002 и 2003 годов.
28 июня 2004 года в своём родном городе Нойбранденбурге Цереске умер от лейкемии, причём врачи поставили ему диагноз всего за пять дней до смерти. Его многолетний партнёр Кристиан Гилле в связи с этим выступал на Олимпийских играх в Афинах с траурной чёрной повязкой, выиграл золотую олимпийскую медаль и победу посвятил умершему другу.